# Formizm

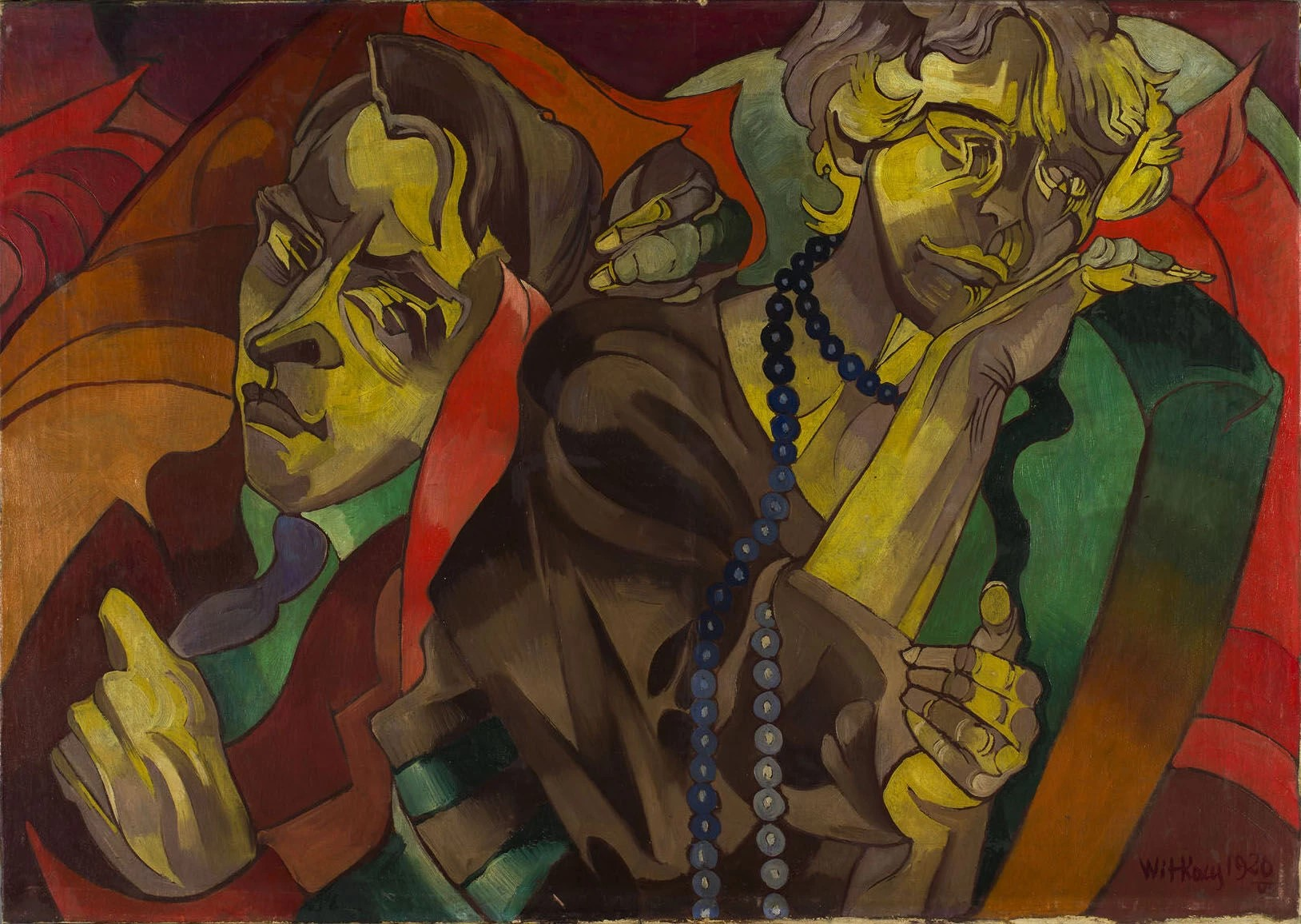
Stanisław Ignacy Witkiewicz, Dwie głowy, 1920

Formizm – polski awangardowy ruch literacko-artystyczny rozwijający się w latach 1917–1922, czerpiący inspirację z dokonań kubizmu, ekspresjonizmu i futuryzmu oraz sztuki ludowej; był jedną z dwóch, obok unizmu, oryginalnie polskich formacji awangardowych.

## Geneza
Formiści – była to grupa artystów zrzeszona w 1917 pod szyldem Ekspresjoniści polscy. Pod taką też nazwą zorganizowano pierwszą wspólną wystawę w Krakowie. W 1919 grupa przyjęła nazwę „Formiści”, podkreślając szersze niż ekspresjonistyczne inspiracje dla swej twórczości. Z czasem działalność grupy przerodziła się w szeroki ruch artystyczny, zwany formizmem. Poza Krakowem rozwijał się także w Warszawie, Lwowie i Poznaniu.

## Założenia
Formistów łączyło zainteresowanie zagadnieniem formy, której przypisywali nadrzędną rolę. Sprzeciwili się naturalizmowi – wiernemu przedstawianiu rzeczywistości w sztuce. Ich głównym celem było stworzenie nowoczesnego stylu narodowego. Poszukiwali nowej formy dla polskiej sztuki, eksperymentując z rozmaitymi osiągnięciami zachodniej awangardy i łącząc je z rodzimą tradycją. Interesowali się zatem ekspresjonizmem, kubizmem, futuryzmem jak i podhalańskim naiwnym malarstwem na szkle, czy cechową sztuką średniowiecza.
Dzieła formistów cechowały się deformacją kształtów, geometryzacją, zerwaniem z tradycyjnym przedstawianiem przestrzeni, często mocnym kontrastem światłocieniowym i grubym konturem. Wielu z nich posługiwało się także prymitywizacją, to jest naiwną stylizacją, po to, aby osiągnąć w dziele większą ekspresję.
Rozległy i elastyczny program, uznanie autonomii działania artystycznego i przekonanie o konieczności dokonania radykalnych zmian w zakresie kreacji artystycznej, połączyło w obrębie tego nurtu wiele wybitnych indywidualności artystycznych okresu dwudziestolecia międzywojennego.

## Członkowie
Sławnymi formistami byli: Leon Chwistek – główny teoretyk tego nurtu, Tytus Czyżewski, Zbigniew Pronaszko, Andrzej Pronaszko, Konrad Winkler, August Zamoyski, Jan Hrynkowski, Tymon Niesiołowski, Jacek Mierzejewski, Zygmunt Radnicki oraz Stanisław Ignacy Witkiewicz.
W 1918 wśród formistów znaleźli się także artyści działający w Warszawie, m.in.: Romuald Kamil Witkowski, Wacław Wąsowicz, Jerzy Zaruba i Mieczysław Szczuka oraz we Lwowie, m.in.: Leon Dołżycki, Ludwik Lille.

## Literatura
- Pollakówna J., Formiści, Wrocław, Zakład Narodowy im. Ossolińskich, 1972.
- Kostyrko T., Formizm. W: Od awangardy do postmodernizmu, red. G. Dziamski, Warszawa 1996. ISBN 83-85323-21-X
- Kossowska I., Między tradycją i awangardą. Polska sztuka lat 1920. i 1930, Instytut im. Adama Mickiewicza. ISSN 1734-0624
- Baranowicz Z., Polska awangarda artystyczna 1918-1939, Wydawnictwa Artystyczne i Filmowe, Warszawa 1979, ISBN 83-221-0074-4
- Magdalena Czapska-Michalik: Formiści, z serii „LUDZIE CZASY DZIEŁA”, Edipresse Polska S.A., Warszawa, 2007
- Artola, Inés R., Formiści: la síntesis de la modernidad (1917–1922). Conexiones y protagonistas, Granada: Libargo, 2015, ISBN 978-84-938812-7-6.
- Irena Jakimowicz, Formiści, Arkady Warszawa 1989.